# Levodopa
Lévodópa je L-stereoizomer dihidroksifenilalanina, predstopnja dopamina, ki se uporablja za zdravljenje parkinsonove bolezni. Je najučinkovitejše zdravilo za zdravljenje te bolezni, vendar pa po nekaj letih zdravljenja povzroča stranske učinke. Pogosto se daje skupaj s karbidopo ali benserazidom, ki že na periferiji preprečujeta pretvorbo levodope v dopamin.

## Mehanizem delovanja
Pri parkinsonovi bolezni je prizadeto osrednje živčevje, in sicer v določenem predelu možganov, črni substanci, so okvarjeni nevroni, ki proizvajajo živčni prenašalec dopamin in posledično slednjega primanjkuje. Z napredovanjem bolezni nevrodegeneracija prizadene večji del možganov. Pomanjkanje dopamina povzroča motnje v delovanju kortiko-striato-palido-talamo-kortikalne zanke, ki povezujejo možgansko skorjo z globokimi jedri in skrbi za normalno gibanje telesa.
Levodopa je presnovni predhodnik (prekurzor) dopamina, ki prehaja skozi krvno-možgansko pregrado v bazalne ganglije in se tam pretvori v dopamin. Dekarboksilaze v perifernih tkivih prav tako presnavljajo levodopo v dopamin, zato se sočasno z levodopo dajejo tudi zaviralci dekarboksilaze, ki preprečijo to pretvorbo na periferiji in s tem zmanjšajo potreben odmerek levodope ter njege neželene učinke.

## Odmerjanje
Na tržišču so kombinirana zdravila z zaviralci deksarboksilaze (npr. levodopa + karbidopa) v obliki tablet. Peroralne farmacevtske oblike z levodopo je treba jemati pred obrokom ali vsaj nekaj časa po njem, pomembno je tudi izogibanje visoko proteinski prehrani.
Zdravljenje se prične z najmanjšim odmerkom, ki se nato postopoma zvišuje in/ali se spreminja odmerni interval, dokler ni dosežen zadosten klinični učinek, ki ga spremlja z oceno bolnikove gibalne funkcije. S takim načinom odmerjanja se za posameznega bolnika lahko določi optimalen režim odmerjanja, pri katerem sta intenziteta in pojav neželenih učinkov najmanjša. Problem takega odmerjanja zdravil je v dolgotrajnem, tudi večtedenskem, iskanju optimalnega režima odmerjanja. Začetni odmerek levodope je 25 mg trikrat dnevno, ki se nato povečuje do optimalnega odmerka. Večina bolnikov dobiva dnevni odmerek 400–1000 mg, dva- do petkrat dnevno.

## Neželeni učinki
Najpomembnejši neželeni učinki, ki jih povzroča levodopa, so dvoji:
- motena sposobnost gibanja (diskinezija) – pri večini bolnikov se pojavi v prvih dveh letih zdravljenja in običajno prizadene obraz in okončine;
- hitro nihanje kliničnega stanja – hipokinezija in okorelost se lahko poslabšata v nekaj minutah do urah in potem ponovno pojenjata. Gre za tako imenovani učinek "vklopa in izklopa"; obdobje "izklopa" lahko nastopi tako nenadno, da se bolnik ustavi med hodo in se čuti pritrjenega na tla ali se ni sposoben dvigniti iz sedečega položaja. Mehanizem tega učinka ni povsem pojasnjen; pri nekaterih bolnikih nastop obdobij "vklopa in izklop"a odseva trenutno raven koncentracije levodope v plazmi.

Poleg teh dveh počasi napredujočih neželenih učinkov se lahko pojavijo še nekateri akutni učinki, ki so pogosti v začetnem zdravljenju, v nekaj tednih pa običajno izzvenijo:
- slabost in neješčnost (za preprečevanje tega neželenega učinka je učinkovit dopaminski antagonist domperidon),
- nizek krvni tlak (hipotenzija),
- phihološki učinki (zmedenost, dezorientacija, nespečnost, nočne more, redkeje shizofreniji podoben sindrom).